# Vyšný Skálnik
Vyšný Skálnik és un poble i municipi d'Eslovàquia. Es troba a la regió de Banská Bystrica.

## Demografia
| Godina             | 1994 | 2004   | 2014   | 2024   |
| ------------------ | ---- | ------ | ------ | ------ |
| Nombre de persones | 149  | 152    | 147    | 145    |
| Diferència         |      | +2,01% | −3,28% | −1,36% |

| Godina             | 2023 | 2024   |
| ------------------ | ---- | ------ |
| Nombre de persones | 144  | 145    |
| Diferència         |      | +0,69% |

## Història
La primera menció escrita de la vila es remunta al 1334.

## Persones il·lustres
- Ján Botto (1829-1881): poeta eslovac del romanticisme.